# Hydrasterias
Hydrasterias is een geslacht van zeesterren uit de familie Pedicellasteridae.

## Soorten
- Hydrasterias improvisus (Ludwig, 1905)
- Hydrasterias ophidion (Sladen, 1889)
- Hydrasterias sacculata McKnight, 2006
- Hydrasterias sexradiata (Perrier, in Milne-Edwards, 1882)
- Hydrasterias tasmanica McKnight, 2006